# Madonna col Bambino (Cima da Conegliano Detroit)
La Madonna col Bambino è un dipinto a olio su tavola (64,8x52,1 cm) di Cima da Conegliano, databile 1499-1502 e conservato nel Detroit Institute of Arts.
La Vergine dietro un parapetto in marmo con le mani giunte, il Bambin Gesù seduto sul parapetto le tende la mano.
In basso a destra la firma dell'artista: JOANNES BTA CONEGLANENSIS.